# Tekućine
 Ovo je članak o agregacijskom stanju. Za tvari koje nemaju stalan oblik (širi pojam od teme ovoga članka) pogledajte fluid.
Tekućine ili kapljevine su tvari u agregacijskom stanju koje se odlikuje lakom promjenom oblika uz istodobnu, gotovo potpunu, nestlačivost. Poprima oblik posude u kojoj se nalazi, ali ju ne ispunja u cijelosti (kao plin), već oblikuje svoju slobodnu površinu okomitu na smjer vanjskih sila. Posljedica je to strukture u kojoj se molekule tekućine nalaze na stalnim međusobnim razmacima, ali nemaju stalan položaj. Unutarnji tlak nastaje zbog djelovanja privlačnih sila među molekulama, sprječava razdvajanje molekula i omogućuje postojanost volumena.
U kemiji se kapljevine označavaju s malim slovom L (eng.  liquid). U periodnom sustavu elemenata najmanje je kapljevitih tvari, ali su zato vrlo rasprostranjene u prirodi. Stariji naziv za kapljevinu je tekućina, međutim to je širi pojam koji uključuje sve tvari koje mogu teći, znači i plinove, to jest kapljevine jesu tekućine, ali obrat ne vrijedi. U svakodnevnom govoru se obično ne pazi na tu razliku u značenju. Najrasprostanjenija, najpoznatija, najvažnija i najneophodnija kapljevina za čovjeka je voda. Ona čini oko 70% površine našeg planeta a i oko 65% našeg organizma tako da bez nje ne bi bilo ni života.
Tlak koji nastaje u tekućini zbog njene težine zove se hidrostatički tlak.

## Svojstva tekućina

### Oblik tekućine
Da bismo krutome tijelu promijenili oblik, moramo primijeniti silu. Tako na primjer različite metale ili kovine oblikujemo na alatnim strojevima tokarenjem, glodanjem, brušenjem i drugim. Međutim, tekućina lako mijenja svoj oblik i poprima oblik posude u kojoj se nalazi. Na tom svojstvu tekućina osniva se lijevanje. Lijevanje rastaljenom kovinom je oblikovanje metala ispunjavanjem šupljina koje ostavlja model (uzorak) u pijesku. Ta se šupljina zove kalup, a željezni okvir, koji služi za nabijanje pijeska, kalupnik. Nakon lijevanja metal se stvrdne i dobije točan oblik kalupa.

### Površina tekućine
Budući da su tekućine vrlo lako pokretljive, a kohezija im je vrlo malena, one zbog djelovanja sile teže nastoje doći na što niže mjesto. Stoga tekućine ne mogu stajati koso, nego uvijek vodoravno. Površina tekućine postavlja se uvijek u vodoravan položaj. Na svojstvu tekućine da u svakom slučaju zauzmu najniži položaj zasniva se libela, pomoću koje se ustanovljuje vodoravnost neke površine. To je zatvorena staklena cijev, na sredini malo savijena i pričvršćena na ravnu podlogu. U cijevi se nalazi voda ili alkohol i mjehurić zraka. Taj mjehurić zauzima uvijek najviši položaj jer voda zauzima najniži. Cijev je ugrađena u okvir tako da je kod vodoravnog položaja mjehurić u sredini. Ako se libela samo malo nagne, mjehurić se pomakne na višu stranu, što znači da je podloga nagnuta. 

### Inkompresibilnost tekućina
Tekućine se dadu vrlo malo stisnuti (komprimirati), pa se obično (u praksi) uzima da su one nestlačive, to jest inkompresibilne. Tako su na primjer pokusi s vodom pokazali da se njen obujam smanjuje kod tlaka od 10 MPa (oko 100 bara) samo za 0,1%.

### Viskoznost tekućina
U svakoj tekućini postoji zbog kohezije trenje među njezinim česticama. To unutarnje trenje u tekućini naziva se viskoznost. 

### Idealne i realne tekućine
S obzirom na svojstva tekućine dijelimo na idealne i realne. Idealne su one tekućine kod kojih ne postoji kohezija, već se njezine molekule slobodno gibaju neovisno jedna o drugoj. Prema tome, u takvoj tekućini ne postoji ni unutarnje trenje (viskoznost). Idealna tekućina je također apsolutno nestlačiva, i na nju ne djeluje toplina. Gustoća idealne tekućine je stalna. Međutim, tekućine koje promatramo u prirodi nisu idealne. Na njih djeluje toplina, pa im se gustoća mijenja s promjenom temperature. Uz to u realnoj tekućini postoji i unutarnje trenje, a osim toga za nju ne možemo reći da je apsolutno nestlačiva. 

### Površinska napetost
Površinska napetost (znak σ) je fizikalna veličina koja opisuje svojstvo površine tekućine zbog kojega se ploština (površina) slobodne površine tekućine smanjuje. Uzrok je površinske napetosti asimetrični raspored međumolekularnih sila na granici faza. U unutrašnjosti tekućine je prosjek sila što djeluju na pojedinu molekulu jednak nuli, a na površini su molekule izložene nejednakim silama s vanjske i s unutarnje strane tekućine. Kada je tekućina u dodiru s plinom, privlačne sile među molekulama tekućine jače su od sila između molekula tekućine i plina, pa su molekule tekućine na površini privučene prema unutrašnjosti, odnosno sila među molekulama na površini tekućine veća je od sile među molekulama u unutrašnjosti. Tako na primjer površinska napetost vode omogućava da se kukac gazivoda kreće po njezinoj površini. Djelovanje deterdženata i sredstava za flotaciju zasniva se na njihovu učinku na površinsku napetost tekućina.

### Kapilarnost
Kapilarnost je pojava podizanja ili spuštanja razine tekućina uz rub uskih cijevi (kapilara) uzrokovana silama adhezije i kohezije. U uskim cijevima, gdje je površina tekućine velika prema obujmu (volumenu) tekućine, vrijednosti površinskih sila i gravitacije postaju usporedive i razina tekućine u cijevi može se podizati (kapilarna elevacija) ili spuštati (kapilarna depresija). Tekućina koja moči stijenke kapilare (adhezija veća od kohezije, na primjer voda u staklenoj posudi) podizat će se, a tekućina koja ne moči stijenke kapilare (kohezija veća od adhezije, na primjet živa u staklenoj posudi) spuštat će se. Objašnjenje kapilarnosti kao i matematičku teoriju oblika površine tekućine dali su u svojim radovima Thomas Young (1804.), Pierre-Simon Laplace (1806.), Carl Friedrich Gauss (1830.) i Siméon Denis Poisson (1831.).

### Spojene posude
Spojene posude su međusobno povezane posude tako da se tekućina u njima može slobodno gibati iz jedne u drugu. Visina stupca tekućine u svim je spojenim posudama jednaka, što se naziva zakonom o spojenim posudama. Ako uzmemo cijev u obliku slova U i nalijemo u nju vodu, vidjet ćemo da će voda u jednom i drugom kraku biti jednako visoko. To proizlazi iz činjenice što hidrostatski tlak na svakom mjestu cijevi koja spaja posude ovisi samo o visini stupca tekućine do površine nad tim mjestom. Kad bi visine obiju strana kod cijevi istog presjeka bile različito visoke, značilo bi da s jedne strane djeluje veća sila nego s druge, pa bi to izazvalo strujanje tekućine dok se ne bi izjednačile visine u posudama. U vodokaznoj cijevi kotla voda stoji jednako visoko kao i u kotlu. Kad se u blizini rijeke iskopa bunar, voda koja se iz rijeke provlači kroz pjeskovito tlo, takozvana temeljna voda, napuni bunar i stoji jednako visoko kao što je i vodostaj rijeke. 